# Stazione di Burnham
La stazione di Burnham è una stazione della Elizabeth Line situata a Burnham nel Buckinghamshire. È servita ogni ora da quattro treni suburbani transitanti sulle due direzioni della ferrovia sulla Great Western Main Line, e nel futuro sono previste ulteriori intensificazioni.